# Antiga Creu de terme (Benissanet)
L'Antiga Creu de terme és una obra de Benissanet (Ribera d'Ebre) inclosa a l'Inventari del Patrimoni Arquitectònic de Catalunya.

## Descripció
Situada a ponent del nucli urbà de la població de Benissanet, al final de l'avinguda de Sant Jordi, a la plaça d'Espanya.
Antiga creu de terme formada per un basament de pedra de planta quadrada, assentat damunt de dos graons que li donen accés. Aquest basament presenta dues motllures decoratives a la part superior i inferior. Damunt seu hi ha un fust format per dos cossos poligonals, tot i que el superior és de dimensions més petites. A la part superior de la creu hi ha una creu de ferro restituïda.

## Història

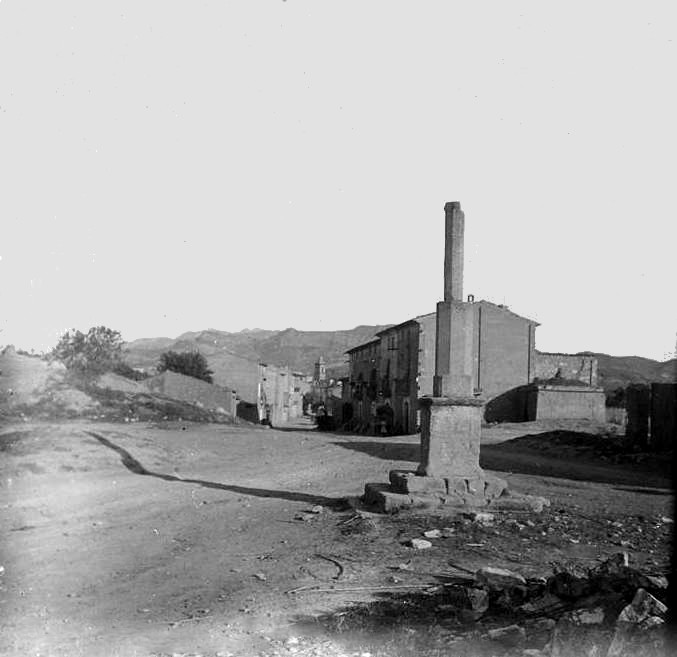
Foto històrica de Josep Salvany de 1915

Al fons fotogràfic Salvany de la biblioteca de Catalunya apareix una foto de la creu datada l'any 1915.